# Église Saint-Aspren du Port
L'église Saint-Aspren du Port (en italien : Chiesa di  Sant'Aspreno al Porto ou encore chiesa di Sant'Aspreno ai Tintori) est un lieu de culte de Naples qui se trouve  via Sant'Aspreno près du port adossée au Palais de la Bourse et dont la construction serait antérieure au VIIIe siècle.

## Histoire
Selon la tradition, l'habitation de saint Aspren de Naples était située dans une grotte. L'église originale a été construite avant le VIIIe siècle. Elle a été restaurée par la suite au XVIe siècle à l'initiative du marchand Salvatore Perrella en reconnaissance des grâces reçues. En 1895 elle a été de nouveau remaniée et englobée au Palazzo della Borsa.

## L'intérieur
- Le vestibule caractérisé par les colonnes provenant du cloître San Pietro ad Aram, démoli à la fin du XIXe siècle.
- Le bénitier en marbre, issu d'une urne funéraire romaine.
- À gauche du maître-autel, les transennes en marbre, datant des IXe et Xe siècles, présentant des décorations d'étoffes orientales et comportant sur le bord d'une épitaphe grecque le nom des époux Campulo et Costanza.
- Sous la chapelle, un escalier mène à la crypte, construite à l'intérieur d'un ancien édifice thermal romain en hypogée d'époque non précisée et où est situé un autel du VIIIe siècle.

|  |  |

## Source
- (it) Cet article est partiellement ou en totalité issu de l’article de Wikipédia en italien intitulé « Chiesa di Sant'Aspreno al Porto » (voir la liste des auteurs).